# Ronny Olander
 Ronny Reinhold Olander, född 3 augusti 1949 i Möllevångens församling i Malmö, är en svensk politiker (socialdemokrat), som var riksdagsledamot 1994–2010.
Han kommer från Svedala och har varit VVS-montör.[källa behövs]